# La tita Virginia
La tita Virginia era una serie de historieta dibujada por Ozelui para la revista semanal El Jueves que aborda las cómicas peripecias de una mujer anciana. Finalizó en el número 1683 de esta revista (26 de agosto de 2009), junto a las series Amigas las tres (de Pablo Velarde), El odiómetro (de Darío Adanti), Sauna Paradise (de Carles Ponsí) y Obispo Morales de (Ja).

## Descripción
La historia se divide en 4 viñetas dispuestas en vertical sin diálogo directo, que relatan la historia de Virginia, una señora de más de 80 años con una mentalidad jovial, y de las peripecias que le ocurren en la calle cuando da su paseo diario.